# William Campbell (Politiker)

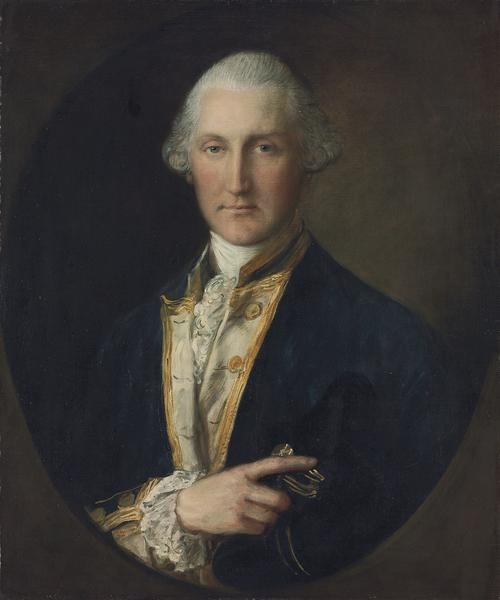
Lord William Campbell

Lord William Campbell (* um 1730 in Schottland; † 4. September 1778 in Southampton, England) war ein britischer Kolonialgouverneur von Nova Scotia und der Province of South Carolina.

## Lebenslauf
William Campbell war der jüngere Sohn von John Campbell, 4. Duke of Argyll (um 1693–1770). Er diente ab 1752 in der Royal Navy und war während des Siebenjährigen Kriegs bis ca. 1760 in Indien und schließlich in Nordamerika eingesetzt. 1760 wurde er zum Lieutenant, im Januar 1762 zum Commander und im August 1762 zum Captain befördert. Im Jahr 1763 heiratete er in South Carolina Sara Izard, eine Schwester des späteren US-Politikers Ralph Izard. Anschließend kehrte Campbell nach Großbritannien zurück, wo er zwischen 1764 und 1766 als Abgeordneter für das schottische County Argyllshire Mitglied des britischen House of Commons war. Zwischen Oktober 1766 und Oktober 1773 amtierte er als britischer Kolonialgouverneur in Novia Scotia.
Im Jahr 1775 wurde er britischer Gouverneur der Province of South Carolina und damit Nachfolger des kommissarisch amtierenden Gouverneurs William Bull II. Campbell hatte diesen Posten schon länger angestrebt, auch weil South Carolina die Heimat seiner Frau war. Am 18. Juni 1775 trat er seinen Posten an. Von Anfang an musste er sich mit den Ereignissen des sich abzeichnenden Unabhängigkeitskrieges auseinandersetzen. South Carolina stand ganz im Zeichen der Revolution. Es gab Unruhen und zunehmende Gewalt zwischen Patrioten und Loyalisten. Als ein Ausschuss des Provinzparlaments, das Beweise über Verhandlungen Campbells über eine Aushebung loyalistischer Milizen aus dem Hinterland erhalten hatte, über einen Vorschlag debattierte den Gouverneur in Gewahrsam zu nehmen, löste Campbell das Parlament auf und floh heimlich an Bord des britischen Kriegsschiffs HMS Tamar im Hafen von Charleston. Nachdem die Küstenbefestigungen oberhalb seines Ankerplatzes von patriotischen Rebellen eingenommen worden waren, ließ er am 10. Januar 1776 Segel setzen und schloss sich den britischen Expeditionstruppen unter General Clinton an. An Bord des Flaggschiffs HMS Bristol nahm er am 28. Juni 1776 unter Commodore Sir Peter Parker am erfolglosen Angriff auf Fort Moultrie auf Sullivan’s Island teil, das die Einfahrt nach Charleston schützte. Er zog sich dabei eine Verletzung zu, von der er sich nie richtig erholte. Nachdem sich die Flotte im August 1776 in Staten Island mit Admiral Lord Howe vereinigt hatte, reiste Campbell nach England ab, wo er im Dezember 1776 eintraf. Im März 1778 erhielt er das Kommando über ein neues Schiff, die HMS Lion, starb aber am 4. September 1778 in Southampton an den Spätfolgen der bei Sullivan’s Island zugezogenen Verletzung.

## Nachkommen
Aus seiner Ehe mit Sara Izard hatte er drei Kinder:
- William Campbell (* um 1765);
- Louisa Campbell (1766–1852) ⚭ 1799 Sir Alexander Johnston of Carnsalloch (1775–1849), Chief Justice of Ceylon;
- Caroline Campbell (1774–1789).